# Jello Biafra
Pour les articles homonymes, voir Boucher et Biafra (homonymie).
Eric Reed Boucher, connu sous le pseudonyme de Jello Biafra, est un chanteur, homme politique et militant écologiste né le 17 juin 1958 à Boulder, dans le Colorado, aux États-Unis. Il est le fondateur et président du label musical Alternative Tentacles et l'ex-chanteur du groupe punk hardcore Dead Kennedys. Il est membre du Parti vert des États-Unis. Il a été candidat aux primaires du Green Party en 2000, et a terminé quatrième aux élections municipales pour la mairie de San Francisco en 1979.

## Enfance et adolescence
Les parents d'Eric Boucher, Virginia et Stanley, étaient tous deux travailleurs sociaux. Boucher développe rapidement un intérêt pour la politique internationale, un sujet sur lequel ses parents l'encouragèrent à se renseigner. Enfant, il regarde les informations télévisées. Un de ses plus anciens souvenirs d'enfance est l'assassinat de John Fitzgerald Kennedy. Jello Biafra prétend être un fan de musique rock depuis 1965, lorsque ses parents sélectionnèrent accidentellement sur leur poste une radio rock.
Durant les années 1970, il s'impliqua dans les manifestations contre la guerre du Viêt Nam. Il découvre l'univers punk rock progressivement. Il déclare en 2021 : « Mais les racines du punk ne débutent pas avec les Sex Pistols ou les Ramones , elles remontent bien plus loin avec les Stooges et MC 5 , voire Captain Beefheart, et la satire sociale de Frank Zappa. »

## Carrière musicale

### Les années Dead Kennedys
La carrière musicale d'Eric Boucher débute en janvier 1977, comme roadie pour le groupe punk The Ravers (qui changeront plus tard leur nom pour The Nails (en)). À l'automne, il entreprend des études d'histoire à l'Université de Californie à Santa Cruz, mais abandonne après le premier semestre. En juin 1978, il répond à une annonce passée dans un journal local par le guitariste East Bay Ray et la paire formera Dead Kennedys. Le chanteur se produit au départ sous le pseudonyme de Occupant, mais change rapidement pour Jello Biafra. Le nom de scène d'Eric Boucher renvoie à la marque Jell-O et au nom d'un pays appelé Biafra, qui a brièvement existé après avoir tenté de se séparer du Nigeria en 1966. Après quatre années de combats et une terrible famine, le Biafra a été réuni au Nigéria. Boucher a donc formé son nom de scène en opposant le nom d'une compagnie d'un produit alimentaire de piètre qualité à un autre nom évoquant une grande période de famine.
En juin 1979, ce sera la création du label Alternative Tentacles, grâce auquel les Dead Kennedys lancent leur premier single, California Uber Alles.
Les premières années des Dead Kennedys se déroulent surtout en Californie. Ils visiteront notamment le célèbre Whisky a Go Go. Dans les années 1980, ils sont en tournée de manière plus intensive. Ils se produiront dans la majorité des boîtes punk ou underground importantes aux États-Unis, dont le CBGB à New York. En 1980, ils feront une présence remarquée aux Bay Area Music Awards, alors qu'ils interpréteront pour la seule et unique fois Pull My Strings, une attaque en règle contre le star-system (« Is my cock big enough / Is my brain small enough / For you to make me a star? ») et une dénonciation du scandale de la payola, une prime donnée aux stations de radio par les compagnies de disques lorsque leurs artistes étaient entendus en ondes. Pull My Strings reprend le refrain du classique My Sharona du groupe The Knack, où le mot « sharona » est justement remplacé par « payola ».
En 1983, Dead Kennedys sera la tête d'affiche du festival Rock Against Reagan, qui s'opposait évidemment au président républicain de l'époque, Ronald Reagan.
En 1986, Jello Biafra doit subir un procès à Los Angeles pour avoir distribué du « matériel choquant ». Le litige tire son origine de l'album Frankenchrist. Pourtant, ce qui est en cause n'est pas le titre, ni le contenu du disque, mais plutôt une affiche incluse avec l'album : Landscape #XX (aussi appelé : Penis Landscape) de l'artiste surréaliste suisse Hans Ruedi Giger.
Bien qu'officiellement le procès ait été déclenché par les plaintes d'une famille offusquée qui prétendait que la vue de l'image avait causée du tort à leur enfant, Jello Biafra ainsi que certains observateurs estiment que le procès avait des motivations politiques, en guise d'avertissement aux artistes qui seraient tentés d'enregistrer du matériel controversé. Biafra risquait une amende de 2 000 dollars et une année d'emprisonnement. Il fonda le No More Censorship Defense Fund pour payer les frais légaux, une dépense que ni lui ni son label ne pouvaient absorber. À 7 contre 5, le jury acquitte Eric Boucher. Les procureurs tenteront de relancer le procès, ce que le juge refusera.
Dead Kennedys se sépare en 1986, durant ce procès.
Les premiers albums de spoken word enregistrés par Jello Biafra feront largement état de cette affaire. Il se positionnera fermement contre la censure.

### Autres projets musicaux
En 1988, Jello Biafra faisait partie du projet Lard avec Al Jourgensen, chanteur de Ministry.
Il participe activement a un autre projet parallèle d'Al Jourgensen : Revolting Cocks, notamment sur l'album Cocked & Loaded (2006).
Biafra collabore avec les groupes punk canadiens D.O.A. et Nomeansno sur la trame sonore du film Terminal City Ricochet en 1989 et apparaît sur l'album Last Scream of the Missing Neighbors de D.O.A., puis sur The Sky is Falling and I Want My Mommy de Nomeansno l'année suivante.
Il fait partie du groupe temporaire No WTO Combo avec Krist Novoselic de Nirvana, ainsi que le guitariste de Soundgarden Kim Thayil en novembre et décembre 1999, durant notamment la fameuse "bataille de Seattle" pendant un rassemblement de l'Organisation mondiale du commerce.
En 2005, il forme un combo avec Melvins, Jello Biafra with The Melvins. Ils font une reprise réactualisée de California über alles remplaçant le gouverneur de Californie de l'époque Jerry Brown par l'actuel gouverneur républicain Arnold Schwarzenegger. Ils sortent deux albums sur le label Alternative Tentacles Never breathe what you can't see et Sieg Howdy.
Depuis janvier 2006, il coanime avec Jesse Luscious, employé d'Alternative Tentacles et chanteur de The Frist, une série de podcasts téléchargeables sur le site officiel du label. Ces émissions sont appelées « batcasts ».
En 2006, il enregistre et participe à l'album de reformation du groupe punk parisien Métal Urbain, j'irai chier dans ton vomi.

### Jello Biafra & the Guantanamo School of Medicine
En 2009, Jello Biafra forme Jello Biafra and the Guantanamo School of Medicine en compagnie de Ralph Spight (Victims Family, Freak Accident) et Kimo Ball (Freak Accident) aux guitares, Billy Gould (Faith No More) à la basse et Jon Weiss (Sharkbait) à la batterie. Le groupe réalise l'album Audacity of Hype. Billy Gould étant sur la route avec Faith No More durant l'été 2009, c'est le frère de Jon Weiss, Andrew (Rollins Band, Ween), qui le remplace sur les dates données en Europe quelques semaines avant la sortie de l'album en octobre.
En 2020, le groupe sort son troisième album : Tea Party Revenge Porn. Jello Biafra souhaite que ce disque sorte avant l'élection présidentielle américaine de novembre 2020. Donald Trump est une des cibles privilégiées de ses textes, mais aussi Vladimir Poutine, l'American way of life, le mouvement Tea Party, l'Alt-right et les réseaux sociaux. Musicalement, le groupe produit un punk hardcore métissé de spoken word, créant un mélange salué par les critiques.

## Engagement politique

### Élections de 1979
En 1979, Jello Biafra se présente comme candidat à la mairie de San Francisco. Pour sa campagne, il utilise un slogan de la marque Jell-O : There's always room for Jell-O (« Il y a toujours de la place pour Jell-O ») et porte les t-shirts utilisés par les partisans de son adversaire, Quentin Kopp, lors des élections précédentes. Ses partisans sont vus arborant des t-shirts disant : « S'il ne gagne pas, je me tue » (« If he doesn't win I'll kill myself ») ou « Que faire s'il gagne? » (« What if he does win? »).
La plate-forme électorale sera rédigée par Biafra sur une serviette de table, pendant un moment libre lors d'un concert de Pere Ubu. Parmi ses promesses électorales : obliger les hommes d'affaires à aller travailler en portant des masques de clown, et bannir toutes les voitures de la ville. Ce dernier aspect n'était pas si mal perçu par les électeurs, puisque San Francisco faisait face à de sérieux problèmes de pollution atmosphérique à cette époque.
Sa candidature prend avant tout les aspects d'un canular et d'une façon de se moquer du processus démocratique, mais plusieurs propositions sont tout ce qu'il y a de plus sérieuses. Biafra propose notamment de légaliser l'occupation des édifices vacants (les squats), ou demander que l'on plébiscite les policiers de quartier. Dans une entrevue télévisée, il estime que sa candidature n'est pas plus ou moins une farce que celles des autres candidats.
Jello Biafra termine quatrième sur dix candidats, avec un score représentant 3,5 % des suffrages, soit 6 951 votes. La démocrate Dianne Feinstein sera élue maire de San Francisco.
À noter qu'après l'élection à laquelle Biafra a participé, la ville de San Francisco a voté une résolution interdisant à un citoyen de se porter candidat sous un autre nom que son nom véritable. Au cours de la même campagne de 1979, une drag queen appelée Sister Boom-Boom était également candidate.

### Spoken word
Après la séparation des Dead Kennedys, Jello Biafra s'est mis à donner des conférences et a enregistrer des albums de spoken word. Sa première conférence fut donnée à l'Université de Californie à Los Angeles en janvier 1986. Il fait des tournées régulièrement et se produit généralement sur les campus, où ses conférences sont accessibles à prix peu élevé. Il a aussi participé en 2000 à une conférence de « Hackers On Planet Earth » (H.O.P.E.), où il s'exprima sur les liens entre le hacking ou le piratage et le militantisme politique.

### Seattle 1999
Il a participé aux protestations entourant la rencontre de l'Organisation mondiale du commerce, à Seattle, Washington en décembre 1999. Jello Biafra était chanteur pour The No WTO Combo (en) un groupe formé spécialement pour l'occasion, regroupant aussi le guitariste Kim Thayil, anciennement de Soundgarden, Gina Mainwal de Sweet 75 et l'ancien bassiste de Nirvana, Krist Novoselic.
Le groupe temporaire devait se produire dans un club appelé Showbox le 30 novembre, mais les musiciens furent empêchés de franchir la zone sécurisée par la police. Biafra et Novoselic offrirent une performance acoustique le 1er novembre, puis le No WTO Combo donna un concert le 2 novembre. L'album tiré de ce dernier concert, « Live from the Battle of Seattle », est disponible sur Alternative Tentacles.

### Green Party
Jello Biafra est un membre et un militant du Parti vert des États-Unis. Il se présente à l'investiture du «Green Party» pour l'élection présidentielle américaine de 2000, avec comme candidat pour la vice-présidence (ce qu'on appelle aux États-Unis, le ticket composé du candidat à la présidence et de celui à la vice-présidence) le journaliste et militant afro-américain Mumia Abu-Jamal, qui attendait son exécution dans un pénitencier de la Pennsylvanie et dont la libération est réclamée par des militants depuis de nombreuses années. Ce sera toutefois Ralph Nader qui sera investi par le Parti.

### Québec 2001
Jello Biafra a participé aux protestations entourant la tenue du Sommet des Amériques à Québec, au Canada en avril 2001. Dans les jours précédents l'ouverture du Sommet, il donne une conférence au Cégep Limoilou et une interview au quotidien Le Soleil.

## Dead Kennedys vs. Jello Biafra: contentieux et procès

### Labels et droits d'auteur
En juin 1979, est créé label Alternative Tentacles. Tous les albums des Dead Kennedys sont d'ailleurs sortis sur le label Alternative Tentacles, excepté le premier album du groupe, Fresh Fruits For Rotting Vegetables, distribué via IRS Records aux États-Unis et Cherry Red en Angleterre, avant que Alternative Tentacles n'en reprenne le contrôle ; les disques live réalisés après la séparation du groupe et sans l'autorisation de Biafra sont parus sous d'autres labels. À partir de 1987 et jusqu'à aujourd'hui, Jello Biafra est le seul dirigeant d'Alternative Tentacles.

### Publicité Levi's et procès
En octobre 1998, les anciens membres de Dead Kennedys poursuivent Jello Biafra qui aurait, selon eux, omis de payer des royalties aux autres membres du groupe au cours des dernières années. Selon Biafra, la plainte découle de son refus d'accepter que le morceau le plus célèbre du groupe, Holiday in Cambodia, soit utilisé dans une publicité de Levi's Dockers. Biafra taxe Levi's de pratiques commerciales injustes et s'oppose aux ateliers de misère (« sweatshops ») de la compagnie. Les trois autres ex-Dead Kennedys, qui prétendent que la poursuite n'a aucun lien avec cet épisode, arguent plutôt que Biafra leur refuse certaines redevances et ne fait pas la promotion des albums du groupe. Biafra réplique en disant que, non seulement il ne doit pas d'argent à ses anciens collègues, mais qu'il ne reçoit lui-même aucune compensation pour les ventes des albums live lancés sur d'autres labels indépendants après la séparation du groupe (ce que niera d'ailleurs Decay Music). Jello Biafra se plaint au passage de ce que les notices accompagnant ces albums soient erronées, certaines chansons autrefois créditées à lui seul étant à présent créditées au groupe en entier.

### Jugement
Les anciens membres de Dead Kennedys, East Bay Ray en tête, auront finalement gain de cause. En 2000, un jury ordonne à Biafra et Alternative Tentacles de verser 200 000 dollars aux plaignants. Après un appel des avocats d'Eric Boucher, la Cour d'appel de Californie maintiendra le jugement en juin 2003.

## Vie privée
Jello Biafra se marie avec Therese Soder, alias Ninotchka, chanteuse du groupe punk The Situations, le 31 octobre 1981. La cérémonie de mariage est présidée par Bruce Loose, chanteur de Flipper, un autre groupe punk de San Francisco. Loose avait rejoint l'Église universelle de la vie, une « église » américaine qui vend des certificats d'ordination, afin de devenir ministre du culte pour la journée et marier le couple. La cérémonie a lieu dans un cimetière, et la réception, à laquelle assistent des membres de D.O.A., Flipper et Black Flag, se tient aux studios Target Video. Eric Boucher et Therese Soder se séparent en 1986, à l'époque du procès qui suivit la sortie de l'album Frankenchrist.

## Discographie

### Avec Dead Kennedys
- Fresh Fruit for Rotting Vegetables - septembre 1980
- In God We Trust, Inc. - décembre 1981
- Plastic Surgery Disasters - novembre 1982
- Frankenchrist - octobre 1985
- Bedtime for Democracy - novembre 1986

### Spoken word
- No More Cocoons - 1987
- High Priest of Harmful Matter − Tales from the Trial - 1989
- I Blow Minds for a Living - 1991
- Beyond the Valley of the Gift Police - 1994
- If Evolution Is Outlawed, Only Outlaws Will Evolve - 1998
- Become the Media - 2000
- Machine Gun in the Clown's Hand - 2002
- In the Grip of Official Treason - 2006

### Jello Biafra & the Guantanamo School of Medicine
- Audacity of Hype - 2009
- Enhanced Methods of Questioning - 2011
- White People and the Damage Done - 2013
- Tea Party Revenge Porn - 2020

### Lard
- Power of Lard  - 1989
- The Last Temptation of Reid - 1990
- Pure Chewing Satisfaction - 1997
- 70s Rock Must Die - 2000

### Jello Biafra et The Melvins
- Never Breathe what You Can't See - 2004
- Sieg Howdy! - 2005

### Collaborations
- Last Scream of the Missing Neighbors - 1989, avec D.O.A.
- Supernaut - 1990, avec 1000 Homo Djs
- The Sky Is Falling And I Want My Mommy - 1991, avec NoMeansNo
- Tumor Circus - 1991, avec Steel Pole Bathtub
- Body Count - 1992, avec Body Count (Jello Biafra apparaît sur la chanson Freedom of Speech)
- Biotech is Godzilla - 1993, avec Sepultura
- Prairie Home Invasion - 1994, avec Mojo Nixon
- Ixnay on the Hombre de The Offspring (spoken word "Disclaimer")
- The Code Is Red...Long Live The Code - 2005, par Napalm Death (Jello Biafra chante sur la chanson « Great and the Good »)
- Hell's Winter - 2005 - avec Cage (spoken word sur la chanson « Grand Ol' Party Crash »)
- Cocked & Loaded - 2006, avec Revolting Cocks
- J'irai chier dans ton vomi - 2006 avec Métal Urbain
- Baby punchers - 2008, sur le split Citizien fish et Leftover Crack
- Jezebel/Speed Demon - 2008, avec 3 membres de Zen Guerilla
- That's So Gay - 2009, par Pansy Division (Jello Biafra chante sur la chanson « Average Men »)

### Compilations
- Let Them Eat Jellybeans! au sein des Dead Kennedys - 1981
- Terminal City Ricochet Soundtrack - 1989
- Apocalypse Always - 2002
- Rock Against Bush, Vol. 1 - 2004